# آلفرد گتی
آلفرد گتی (انگلیسی: Alfred Gatty; ۱۸ آوریل ۱۸۱۳ – ۲۰ ژانویهٔ ۱۹۰۳) یک کشیش کلیسای انگلستان و پدیدآورنده اهل بریتانیا بود.